# ASDT Bussolengo
L'Associazione Sportiva Dilettantistica Tamburello Bussolengo è una società tamburellistica italiana, con sede presso i campi sportivi Carlo Adami di Bussolengo, in provincia di Verona, in Veneto.
Milita nel campionato di Serie C, che nel 2024 ha concluso in ultima posizione, retrocedendo in Serie D per la stagione 2025.

## Storia
Il primo successo è arrivato nel 1932, anno in cui la formazione - costituita da Mario Facci, Giuseppe Dal Fior, Marcello e Luigi Turri - ottiene il primo posto in Seconda Categoria davanti ad Empoli, Genova ed Arezzo.
Nel 1957 il Bussolengo (con Renzi, Turri, Mion e i fratelli Righetti) ottiene il primo Scudetto di massima serie, battendo in uno spareggio il Salvi di Biasi e Bortolazzi. Solo l'anno successivo (con Rossi che aveva rimpiazzato Mion) si ripete contro il Goito, nonostante la Federazione Nazionale, in quel campionato, avesse dato la possibilità di competere anche ai professionisti.
All'inizio degli anni '70 la Società viene rilevata dai Vassanelli (detti Biòti), famiglia proprietaria del calzaturificio bussolenghese Maria Pia. La presidenza passa dalle mani di Renato Dal Pozzo a quelle di Giancarlo Vassanelli. A subentrare, col ruolo di D.T. e preparatore atletico, c'è anche Battista Mascalzoni. Il campionato del '79 è stato il trampolino di lancio per i successi del quinquennio successivo: nella rosa arrivarono come rinforzo i fratelli Riolfi, Adolfo e Lino, che affiancarono i già presenti Elio Tezza, Luigi Pagani e Giancamillo Previtali. Proprio quell'anno il Maria Pia arrivò secondo, a soli tre punti di distacco dalla vincitrice C.R. Ovada di Alessandria.
La stagione 1980 per il Bussolengo è quella della coronazione come migliore squadra italiana. I fratelli Riolfi vengono ceduti e al loro posto entrano nelle file del Maria Pia i terzini Alberto Renzi e Luciano Facci, nonché il già pluriscudettato Renzo Tommasi. Già nel precampionato il Bussolengo si dimostra la favorita, vincendo il torneo Zago. Complice un C.R. Ovada sottotono a causa degli infortuni del suo capitano Aldo Cerot Marello, la squadra veronese ha vita facile e conclude il campionato a punteggio pieno. Nella stessa stagione il Bussolengo ottiene anche la Coppa Italia, proprio nell'anno della sua instaurazione.
Dopo lo Scudetto nell'80 e l'avvicendarsi di Montresor al posto di Tezza, nel biennio '82-'83 furono ottenuti altri due campionati di massima serie.
Dopo questi successi, i proprietari vendettero la Società, che divenne così Bussolengo CCV. Sarà necessario attendere solo altri due anni per rivedere la formazione scaligera (Tommasi, Marcazzan, Pasquali, Renzi, Previtali, Facci) sul tetto d'Italia per la stagione 1985, davanti a Castelferro, Rallo e Bonate Sotto. L'anno successivo inizia con l'avvicendarsi di Mario Fedrigo al posto di Giancamillo Previtali, ma il risultato non cambia: Bussolengo CCV al primo posto con 39 punti, staccando di 11 punti i piemontesi del Castelferro.
Nel 1988 la Società del Bussolengo CCV rinuncia ad iscrivere una squadra al campionato di Serie A per motivi finanziari.
È stata per sette volte campione d'Italia, posizionandosi al terzo posto in Italia per numero totale di scudetti vinti, dietro a Barabino-Sampierdarenese e Callianetto. Ad interrompere una potenziale striscia di successi che sarebbe valsa l'incredibile record di ben sette scudetti di fila ci sono state le sconfitte nei campionati 1981 (contro la mantovana Marmirolo) e 1984. In quest'ultimo l'AT Bussolengo è arrivata seconda ad un solo punto dalla vetta (fatale è stato il punto perso contro la trentina Aldeno, che ha di fatto consegnato la vittoria al Valgatara).
Nel corso della sua storia è andata incontro a diversi cambi di proprietà, di nome, nonché di rifondazioni, tra cui l'ultima nel 2025 (passando alla dirigenza della famiglia Morando), dopo gli ultimi anni giocati sotto l'effigie della squadra del Settimo Veronese.
I successi ottenuti sono così divisi:
- come Bussolengo veronese: 1 Scudetto di Serie B (1932), 1 Scudetto di Serie D (1979);
- come Virtus Bussolengo: 2 Scudetti di Serie A (1957 e 1958);
- come Maria Pia Vassanelli Bussolengo: 3 Scudetti di Serie A (1980, 1982 e 1983), 2 Coppe Italia (1980 e 1984), 1 Scudetto di Serie B (1974), 1 Scudetto di Serie C (1973);
- come Bussolengo Centro Carni Vallagarina: 2 Scudetti di Serie A (1985 e 1986), 2 Coppe Italia (1985 e 1986).

Nel 2023 ha militato nel campionato provinciale di Serie D, concludendolo in seconda posizione. Questa ha consentito alla compagine bussolenghese di ottenere la promozione nel campionato di Serie C, nonché di classificarsi alle fasi finali nazionali per l'ottenimento dello scudetto, non superando però la fase a gironi.
Tra i giocatori che hanno vestito la maglia del Bussolengo vi sono stati Roberto Tretter, Elio Tezza, Alberto Renzi, Giancamillo Previtali, Luigi Pagani, Sergio Biasi e il pluriscudettato Renzo Tommasi.
Prende fermamente parte alla Festa dello sport del comune di Bussolengo fin da quando questo evento è stato istituito.
Inoltre, la società si impegna nello sviluppo del settore giovanile mettendo a disposizione i suoi tecnici federali per il multisport locale.

## Palmarès
- Serie A - Campione d'Italia - 1957, 1958, 1980, 1982, 1983, 1985, 1986

- Serie A - Coppa Italia - 1980, 1984, 1985, 1986

- Serie B - Campione d'Italia - 1932, 1974

- Serie C - Campione d'Italia - 1973

- Serie D - Campione d'Italia - 1979

## Colori e simboli

### Colori
I colori dell'ASDT Bussolengo sono il rosso e il blu.

#### Stemma
Lo stemma è costituito da una figura umana stilizzata che impugna un tamburello. L'arto superiore sinistro di questa figura va a comporre una parte della B di Bussolengo.